# محمود منقذ الهاشمي
محمود منقذ الهاشمي (وُلد عام 1945 في حلب) هو ناقد ومُترجم سوري.

## أوسمته وجوائزه
الأوسمة والجوائز التي نالها عن أعماله الإبداعية:
- درع اتحاد الكتاب العرب.
- ما ترجم من أعماله إلى اللغات الأجنبية: عدد من المقالات.

## أعماله

### كتب ألفها
- الرؤية النقدية.[3]

### كتب ترجمها
- رواية المستقبل، تأليف: أناييس نن.[4]
- أزمة التحليل النفسي.[5]
- اللغة المنسية - دراسة ممهدة لفهم الأحلام والحكايات العجيبة والأساطير، تأليف: إيريش فروم.[6]
- فن الإصغاء.[7]
- تشريح التدميرية البشرية.[8]
- الإنسان من أجل ذاته، تأليف: إيريك فروم.[9]
- بوذية الزن والتحليل النفسي، تأليف: إريك فروم، وآخرون.[10]
- الإسلام وعالمية حقوق الإنسان، تأليف: كريستيان توموشات، وآخرون.[11]
- ترنيمة عيد الميلاد، تأليف: تشارلز دكنز.[12]
- حياة البوذا: سيرة مفسرة تأليف: دايساكو إكيدا.[13]
- البوذية: الفلسفة الحية.[14]
- العقلانية: فلسفة متجددة، تأليف: جون كوتنغهام.[15]
- جنازة الأم العظيمة.[16]
- الطائر المصبوغ، تأليف: مايا كوفسكي.[17]
- المجتمع السوي، تأليف: إيريك فروم.[18]
- الأحلام، تأليف: كارل غوستاف يونغ.[19]
- تحت الجرس الزجاجي، أناييس نن.[20]
- التحديات الكبرى: الحياة والدين والدولة، تأليف: أرنولد توبيني - دايساكو إكيدا.[21]